# پلاژیوس
پلاجیوس (انگلیسی: Pelagius); (۱ ژانویهٔ ۳۶۰ – ۱ ژانویهٔ ۴۲۰) یک فیلسوف، مبلغ مذهبی و الهی‌دان طرفدار اراده آزاد و زهد اهل انگلستان بود که در روم باستان می‌زیست. او توسط آگوستین و دیگران متهم شد که نیاز به کمک‌های الهی در انجام کارهای نیک را انکار می‌کند. آنها فهمیدند که او گفته‌ است که تنها فیض لازم، اعلام شریعت است. انسان‌ها به دلیل گناه آدم محروم نشده‌اند و کاملاً قادر به اجرای شریعت بدون کمک الهی بودند. پلاجیوس تئوری آگوستین در مورد گناه نخستین را انکار کرد. طرفداران وی در حمایت از موضع او به آیه‌ای در کتاب تثنیه (۲۴:۱۶) اشاره کردند. شورای کارتاژ (۴۱۸) پلاجیوس را یک هرطقه یا بدعت‌گذار اعلام کرد. تفسیر وی از نظریه اراده‌ی آزاد به نام پلاجیانیسم (انگلیسی: Pelagianism) معروف است.

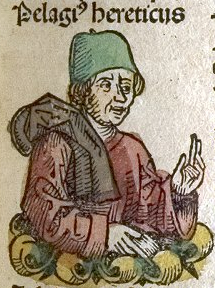
تصویر پلاجیوس در تواریخ نورنبرگ

او تحصیل کرده و مسلط به یونانی و لاتین بود و کلام نیز آموخته بود. او وقت خود را در زهد گذراند و به زهد عملی تمرکز داشت. او در رم، به‌خاطر زهد سخت و طاقت‌فرسا در زندگی‌اش و قدرت و اقناع در سخنانش، به خوبی شناخته شده بود. پلاجیوس در اوایل زندگی حرفه ای خود به شهرت رسید؛ حتی توسط ارکان کلیسا مانند آگوستین، که او را به عنوان «یک مرد مقدس» یاد می‌کرد. با این حال، او بعداً برای جلوگیری از محکومیت عمومی به دروغگویی درباره‌ی آموزه‌های خود متهم شد و بیشتر اوقاتش در دفاع از آموزه‌های خود در برابر متکلمان مسیحی صرف شد که معتقد بودند که پلاجیوس در آیین ناشناخته بدعت‌هایی را به سنت رسولان وارد کرده‌است.
پلاجیوس از بریتانیا به روم آمد و موعظه را شروع کرد. او می‌گفت: «انسان با تلاش خود، شایسته فیض و رحمت خدا می‌شود …؛ اگر اراده‌ی انسان کاملاً آزاد نباشد، هیچ گناهی در کار نیست …؛ گناه آدم تنها به خودش آسیب رساند نه به همه نسل انسانی …؛ اگر انسان درست انتخاب کند، می‌تواند بدون گناه زندگی کند و این امر، حتّی قبل از ظهور مسیح هم بود.»
حکومت، ابتدا پلاجیوس را بدعت‌گذار اعلام کرد. سپس کلیسا در سال ۴۱۸، او را تکفیر کرد. پس از مدتی آگوستین به او حمله شدیدی کرد. از آن‌جایی که آگوستین در جوانی در وادی شهوت سرگردان بود و ناگهان هدایت شد، گفت که انسان ذاتاً فاسد و شریر است. انسان محکوم به «گناه ازلی» است؛ که از پدرش آدم به ارث برده‌است؛ ولی خدا رحیم است و هر که را بخواهد نجات می‌دهد.

## اختلاف با آگوستین
به گفته جوان اگریدی: از نظر پلاجیوس، پایه و اساس مسیحیّت، کوشش معنوی به‌سوی کمال بود و به‌نظر آگوستین، واگذاری همه‌چیز به خدا. پلاجیوس با خصلت بی‌آلایش خود، دریافت که این نظریه آگوستین بوی سستی اخلاقی می‌دهد.
در واقع اختلاف بین آگوستین و پلاجیوس در چهار مرحله بود:
الف) اراده؛ آگوستین اراده انسان را به سبب گناه مخدوش می‌دانست؛ ولی پلاجیوس می‌گفت انسان با اراده خود می‌تواند، خود را از گناه پاک کند.
ب) گناه؛ آگوستین گناه را موروثی دانسته و انسان را فاقد صلاحیّت برای جبران می‌دید؛ اما پلاجیوس معتقد بود که گناه پدر، ربطی به فرزند ندارد.
ج) فیض؛ آگوستین فیض خدا را فقط شامل حال خواصّی که خدا انتخاب کرده می‌دانست. در حالی که پلاجیوس فیض خدا را عام و شامل حال تمام مؤمنان می‌دانست.
د) نجات؛ آگوستین در مورد نجات، به نوعی جبرگرایی معتقد بود و فقط خدا را مؤثر می‌دانست و برای تلاش و کوشش خود شخص، هیچ اعتباری قائل نبود؛ اما پلاجیوس می‌گفت: علاوه بر رحمت خدا، اعمال صالح نیز در صلاحیّت فرد برای نجات ضروری هستند.
امروزه اکثر مسیحیان، نیمه‌پلاجیوسی هستند؛ تا آگوستینی